# Herbita castraria
Herbita castraria är en fjärilsart som beskrevs av William Schaus 1901. Herbita castraria ingår i släktet Herbita och familjen mätare. Inga underarter finns listade i Catalogue of Life.